# Benigna Fernández
Benigna Fernández (Oviedo, Asturias, 1 de febrero de 1981)
es una jugadora profesional española de voleibol.

## Clubes
- 2010-2011.- Cantabria Infinita, (Superliga),  España.
- 2009-2010.- Nuchar Tramek Murillo, (Superliga 2),  España.
- 2008-2009.- Club Voleibol Albacete,  España.
- 2006-2008.- Valeriano Alles Menorca Vóley, (Superliga),  España.
- 2021-2022 - Clube Desportivo de Fiães,  Portugal.

## Logros obtenidos

### Clubes
- 2010.- Campeona de la Copa de la Princesa de Asturias con Nuchar Tramek Murillo.

- 2021/2022 - Campeona de la III Division Nacional de Portugal con Clube Desportivo de Fiães